# La Cloche d'Islande
La Cloche d'Islande (islandais : Íslandsklukkan) est un roman historique du prix Nobel de littérature islandais Halldór Kiljan Laxness. Il a été publié en trois parties : La Cloche d'Islande (1943), La Vierge claire (1944) et L'Incendie de Copenhague (1946). Le roman se déroule au XVIIIe siècle, principalement en Islande et au Danemark. Comme beaucoup d'œuvres de Laxness, l'histoire dépeint un tableau ironique et tragique du terrible état de la population islandaise au XVIIIe siècle.
Le roman est traduit en français par Régis Boyer en 1976.

## Résumé

### Partie 1 –La Cloche d'Islande
(Íslandsklukkan) La première partie raconte l'histoire du paysan Jón Hreggviðsson et son combat avec les autorités islandaises. Jón est condamné à mort pour le meurtre du bourreau, un fonctionnaire du roi du Danemark. Il parvient à s'enfuir au Danemark, où il espère obtenir une entrevue avec le roi afin de le convaincre d'accorder son pardon.

### Partie 2 –La Vierge claire
(Hið ljósa man) Snæfríður Íslandssól (lit. Belle Neige soleil de l'Islande), fille du gouverneur Eydalin (Snæfríður Björnsdóttir Eydalín), est la protagoniste de la deuxième partie. Elle est amoureuse du collectionneur de manuscrits Arnas Arnaeus mais est mariée à un ivrogne.

### Partie 3 –L'Incendie de Copenhague
(Eldur í Kaupinhafn) La troisième partie est centrée sur Arnas Arnaeus, un collectionneur danois de manuscrits, et le devenir de sa collection à Copenhague. Arnas décide de ne pas épouser la femme de son cœur, Snæfríður, mais reste avec sa riche épouse danoise qui finance les travaux de sa vie. L'histoire est inspirée de l'incendie de Copenhague en 1728.

## Contexte
Le personnage d'Arnas Arnæus est basé sur Árni Magnússon, un savant islandais qui a recueilli et conservé de nombreux manuscrits médiévaux. Le peintre islandais Jóhannes Kjarval a représenté la scène de la « descente de la cloche » dans une peinture du même nom, qui est actuellement exposée au Kjarvalsstaðir, à Reykjavik.